# Pınar Kür
Pınar Kür (* 15. April 1943 in Bursa; † 15. Juli 2025) war eine türkische Schriftstellerin.

## Leben
Kür ging in New York zur Schule und studierte an der amerikanischen Universität in Istanbul. Sie hat an der Pariser Sorbonne im Fach Literatur- und Theaterwissenschaften promoviert. Ihre literarische Prägung gestaltete auch ihre Mutter, İsmet Kür mit, die neben ihrer Arbeit als Pädagogin und Journalistin auch eine hervorragende Kennerin der türkischen Literatur und selbst Kinderbuchautorin war.
Pınar Kür publizierte seit 1971 regelmäßig ihre Werke. Zunächst waren es Erzählungen, die in literarischen Zeitschriften erschienen. Ihr erster, politisch brisanter Roman Yarın Yarın (Morgen, Morgen), der die militärische Machtübernahme vom 12. März 1971 thematisiert, erschien 1976. Auch die darauf folgenden drei Romane behandelten brisante Themen und wurden zum Gegenstand von Gerichtsverhandlungen. Allerdings wurde die Autorin von den Beschuldigungen, die meistens wegen „sexueller Freizügigkeit“ in ihren Texten erhoben wurden, freigesprochen.
Ihre Romane thematisieren oft die Machtstrukturen der Gesellschaft, insbesondere das Machtverhältnis zwischen Männern und Frauen, ebenso verarbeitete sie immer wieder die militärischen Machtübernahmen, die in der Türkei stattgefunden haben, und setzte sich mit der Haltung der Intellektuellen auseinander, die für ihre Karriere schnell bereit waren, ihre Ideale aufzugeben und sogar ihre Genossen zu verraten. Kür nahm sich auch einfacherer Themen aus dem Alltag durchschnittlicher Menschen auf einem sehr hohen literarischen Niveau an.
Kür starb am 15. Juli 2025 im Alter von 82 Jahren.

## Auszeichnungen
- 1984: Sait-Faik-Literaturpreis

## Werke
- Ein verrückter Baum. Literaturca Verlag, Frankfurt am Main 2006, ISBN 3-935535-13-9.
- Mordsfakultät. Literaturca Verlag, Frankfurt am Main 2008, ISBN 978-3-935535-19-9.